# Patroon (bestuurder)

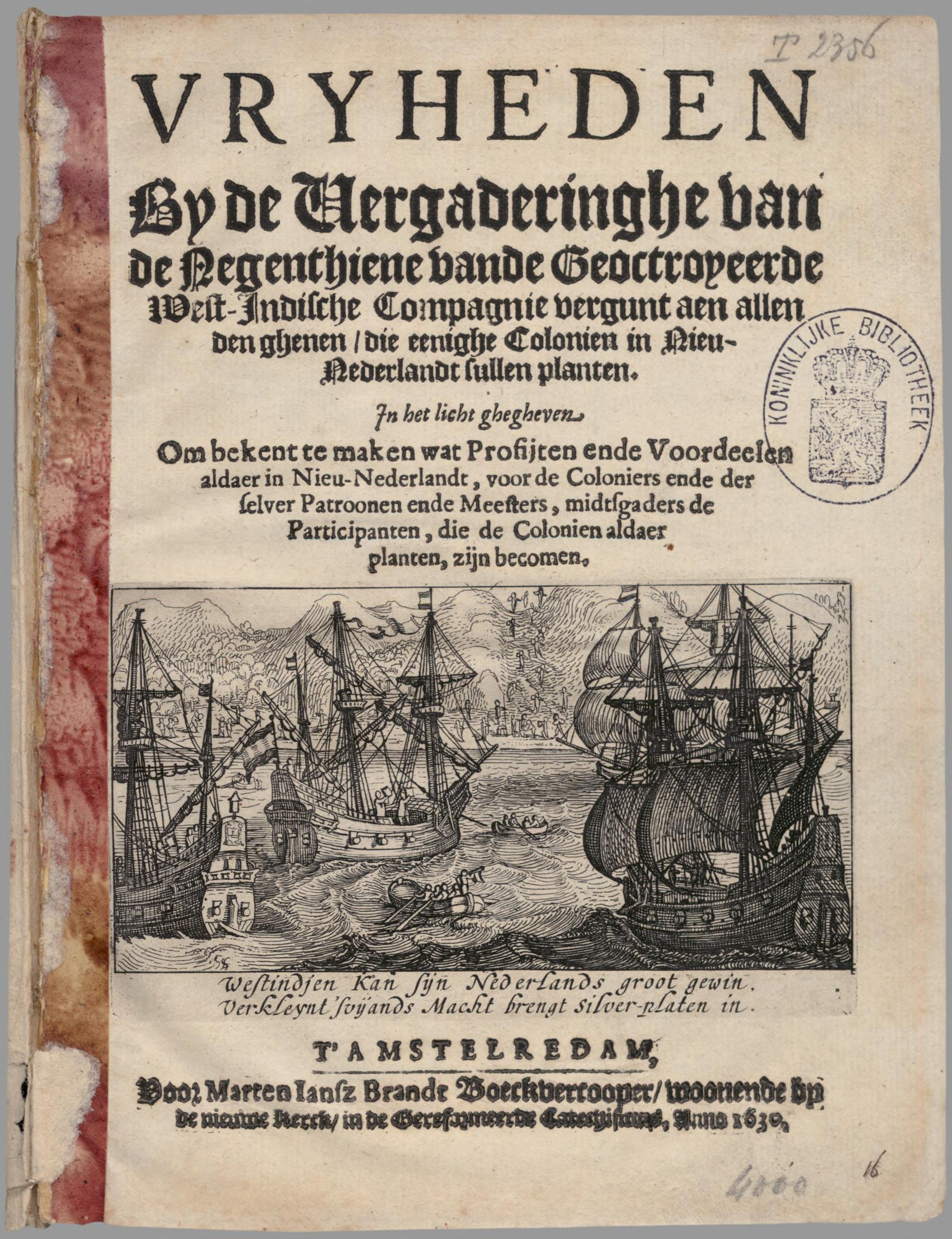
Charter van Vrijheden en Exemptiën van de West-Indische Compagnie, 1630

Een patroon in Nieuw-Nederland, een Nederlandse kolonie in Noord-Amerika in de 17e eeuw, was een persoon die met de West-Indische Compagnie (WIC) een overeenkomst had gesloten om rechten te verkrijgen op een bepaald grondgebied in de kolonie in ruil voor het recht dat stuk grond te mogen exploiteren. Dat was geregeld in het zogenaamde Handvest van Vrijheden en Vrijstellingen van 1629, opgesteld door de WIC en goedgekeurd door de Staten-Generaal van de Republiek der Zeven Verenigde Nederlanden.
De 31 artikelen in het handvest waren bedoeld als een aanmoediging voor mensen uit de Nederlanden om zich in de nieuwe kolonie te vestigen. Een persoon die binnen vier jaar na ondertekening van de overeenkomst in de kolonie een nederzetting vestigde bestaand uit minstens 50 personen van minstens 15 jaar oud, kreeg in Nieuw-Nederland de rang van Patroon met daarbijhorende rechten. Andere bronnen spreken over het vestigen van 50 gezinnen. Een patroon mocht vrij en zonder beperking land uitkiezen dat hem en zijn erfgenamen altijd zou toebehoren en had de absolute zeggenschap over het grondgebied, de opstallen en bewoners.
Deze regeling vormde de basis voor het patroonsysteem, de stukken land werden patroonschappen genoemd. Deze lagen voornamelijk langs de rivier de Hudson.
Tegen het einde van de achttiende eeuw hadden vrijwel alle Amerikaanse staten het eerstgeboorterecht afgeschaft en daarmee evolueerden patroons en landhuizen tot grote landgoederen die onderworpen waren aan het plaatselijk geldend recht.

## Rechten en privileges
Een patroonschap kon aan één kant van een grote rivier een lengte van 25 kilometer bestrijken, of 13 kilometer als ze beide kanten besloegen. In 1640 werd het charter herzien om de nieuwe perceelgroottes te halveren en elke Nederlander met een goede reputatie in staat te stellen een landgoed te kopen. De patroon had uitgebreide rechten en privileges, die overeenkwamen met die van een baron of hertog in het feodale systeem in de middeleeuwen. Als voorwaarde moest hij binnen vier jaar een nederzetting oprichten met ten minste 50 families of er minstens 50 volwassen personen heenbrengen. Deze kolonisten moesten de patroon betalen voor het gebruik van het land in de vorm van goederen, diensten of geld.
Een patroon mocht zijn land voor onbeperkte tijd in bezit houden en binnen zijn gebied civiele- en strafrechtbanken oprichten, rechtspreken, plaatselijke functionarissen benoemen. Mensen die voor de patroon werkten, werden als eerste kolonisten voor tien jaar ontheven van de plicht om overheidsbelastingen te voldoen, maar moesten huur betalen aan de patroon. Een patroonschap had soms een eigen dorp en andere infrastructuur, waaronder kerken.
Patroons hadden ook recht op de verwerving en exploitatie van tot slaaf gemaakte arbeidskrachten. en maakten daarvan in bijna elk deel van de kolonie gebruik, hoewel een meerderheid van de slavenbevolking in de buurt van Nieuw-Amsterdam bestond en verder naar het noorden geconcentreerd was rond Fort Oranje en Rensselaerswijck.
Binnen het systeem van patroonschap ontstonden complete dorpen met kerken en andere openbare gebouwen, die in hoogste instantie bestuurd werden door de patroon.
Het grootste en succesrijkste patroonschap was Rensselaerswijck rond de huidige stad Albany in de staan New York), gesticht door Kiliaen van Rensselaer.
Na de Engelse overname van Nieuw-Nederland in 1664 en de Amerikaanse onafhankelijkheid in 1783, zetten de Engelsen dit systeem voort met het toekennen van grote grondgebieden die bekend stonden als estate en soms ook wel patroonschap werden genoemd. Het begrip patroonschap werd gebruikt tot het jaar 1775, toen het Britse parlement de grondgebieden juridisch nieuw definieerde als landgoederen en het jurisdictieprivilege van de patroons wegnam. De Nederlandse Amerikanen, die nog steeds een belangrijk deel van de koloniale bevolking vormden, waren het niet eens met de verandering en waren mede daarom vaak aanhangers van de Amerikaanse onafhankelijkheid van Engeland. Na de oorlog weigerde de nieuw erkende staatsregering van New York echter deze wetgeving ongedaan te maken.
Rensselaerswijck werd begin 19e eeuw ontmanteld nadat de laatste patroon, Stephen Van Rensselaer III, stierf. Twee van zijn zonen splitsten het onroerend goed en nadat pachtboeren het recht hadden gekregen om te weigeren pacht aan de patroon te betalen, verkochten de zonen een groot deel van het onroerend goed. Jurisdictie over de goederen werd georganiseerd in verschillende provincies en steden in de staat New York.